# 保加利亚第一帝国
保加利亚第一帝国是保加尔人阿斯巴鲁赫于西元681年在多瑙河三角洲建立的一个国家。在其鼎盛时期，疆域东至黑海、南至爱琴海和亚得里亚海。他们在西元864年接受了基督教。在681-864年期間，一般被稱為“保加尔汗国”或“多瑙河保加利亚”。
第一帝国于西元1018年被拜占庭帝国巴西尔二世消灭，其继承者为西元1185年建立的保加利亚第二帝国。

## 崛起
6世纪大量斯拉夫人来到这裡，與少量由阿斯帕魯克汗率領，从黑海北岸与北高加索遷移到梅西亞的讲突厥语的保加爾人融合，產生了保加利亞人。681年，阿斯帕魯克汗击败拜占庭皇帝君士坦丁四世，与之立约，正式获得拜占廷之多瑙河以南、巴尔干山脉以北地区，建國。此后三百年间，保加利亚是一个强大的独立帝国，其势力足以与拜占廷抗衡。
保加利亚-拜占廷战争因保加利亚人向色雷斯境内的拜占廷堡垒索取贡金而引发。755年，保加利亚首领泰莱茨（Телец）入侵拜占廷，遭拜占廷皇帝君士坦丁五世（718年～775年）击退。保加利亚在759、763年连遭败绩，767年签订和约。其计划于772年突袭拜占廷，但为拜占廷获悉。两军作战至775年君士坦丁五世死去。
780年，战事再起，拜占廷皇后伊林娜（752年～803年）向北夺取了保加利亚部分领土，而保加利亚汗卡达姆（Кардам）则迫使拜占廷在792年恢复向保加利亚纳贡。
西元809年，拜占廷皇帝尼基弗鲁斯一世（？～811年）攻陷保加利亚首都普利斯卡。克鲁姆汗（？～814年）多次求和，均遭严拒。然拜占廷内部发生夺位斗争，803年～810年又对法兰克王國的查理曼作战，导致力量分散。811年，保加利亚夜袭，拜占庭帝國皇帝尼斯福鲁斯阵亡，头骨被克鲁姆做成酒杯。813年的威尔西尼基阿战役中，拜占廷将军亚美尼亚人利奥率亚美尼亚军队临阵哗变，拜占廷皇帝米海尔一世（811年～813年在位）大败。利奥随即篡夺帝位，称利奥五世。817年，利奥在迈塞姆布里亚战役（米山布里亚战役）击败保加利亚奧莫爾塔格，迫其签下30年和平条约。保加利亚汗鲍里斯一世（Борис I，852年～889年）于864年改称大公，865年自拜占庭接受东正教为国教，約在886年，保加利亞帝國採用由生於帖撒羅尼加的傳道士聖西里爾及聖梅索迪斯所創之格拉哥里字母。在格拉哥里字母和古教會斯拉夫語的基礎上，由鲍里斯一世在西元886年下令建成普雷斯拉夫和奧赫里德人文學院，並帶領保加利亞進入文化和文學的活躍期。他也在希臘和格羅葛里字母之速寫基礎上發明了西里尔字母。

## 鼎盛
889年，因贸易权冲突，战事又起。公元893年保加利亚大公西美昂（西蒙、西缅）一世（893～927年）登基，隔年击败希腊军。895年，在拜占廷唆使下，阿尔帕德（840年～907年）率马扎尔人进攻保加利亚。西缅与南俄的游牧民族佩切涅格人结盟，击败马扎尔。阿尔帕德被迫逃离黑海故土，攻入多瑙河流域，夺取当地斯拉夫人的土地，在今天的匈牙利境内建立了王朝。而西缅击败马扎尔人后挥军南下，在896年取胜。897年，拜占廷求和，向保加利亚缴纳年贡。
913年，西缅自称沙皇（Цар），率军进逼君士坦丁堡，签订苛刻的城下之约，满载贡金，不战而归。拜占廷随即发生宫廷政变，皇后佐伊（906年～920年）夺权成功。914年，西缅出军占领马其顿、阿德里安堡、阿尔巴尼亚，又于918年试图夺取希腊北部与帖撒利亚（希腊东部）。此后5年间，西缅4度围攻君士坦丁堡，均因海上力量不足，无功而返。927年西缅死去，战事告一段落。西缅因其功绩被称为西缅大帝（Симеон Велики）。927年5月27日西緬大帝突然去世，其子彼得一世  (保加利亞)即位，采取了与拜占庭帝国的和平政策。

## 衰亡
彼得一世即位後面臨兄弟們的叛亂，幾經艱辛平定內亂。930年後，彼得一世又要面對馬札爾人的入侵。早前曾經投靠西緬大帝與率保加利亞軍凱旋西征的塞爾維亞人領袖察斯拉夫·卡羅尼米洛維奇，乘彼得一世統治混亂的機會得到拜占庭帝國暗中支持下起義，最終塞爾維亞人成功爭取獨立。
966年，拜占庭帝國皇帝尼基弗魯斯二世拒絕向保加利亞王國進貢，戰爭立即爆發。彼得一世统治后期，北方的基辅罗斯开始入侵巴尔干，迅速夺取了保加利亚在多瑙河以北所有地区。拜占庭趁机與基辅罗斯联盟，於公元971年攻破普利斯拉夫。拜占庭帝国趁基辅罗斯防备松懈，击败了基辅罗斯，还鼓动突厥人杀死了基辅罗斯大公斯维亚托斯拉夫，独霸了联军占领的保加利亚疆土。
保加利亚元气大伤，但没有放弃独霸巴尔干的想法，並于978和995年再次攻打色雷斯。拜占庭帝国皇帝巴西尔二世从阿拉伯近东地区回師色雷斯，于1014年在克雷蒂昂全歼保加利亚军队。據說皇帝在克雷迪昂戰役後將14000名保加利亞戰俘剜目，百人一隊，每隊僅有一個保留有一隻眼睛的人帶路，遣散回軍營，吓死了保加利亚沙皇萨穆尔。4年后，巴西尔二世終於重新将保加利亚并入拜占庭帝国版图，保加利亚第一帝国宣告灭亡。

## 其他
- 西元1981年，為紀念阿斯巴鲁赫創建保加利亞第一帝國滿一千三百年，保加利亞拍攝了電影《阿斯巴魯赫》（共三集）。[7]